# Saxinis saucia
Saxinis saucia är en skalbaggsart som beskrevs av J. L. Leconte 1857. Saxinis saucia ingår i släktet Saxinis och familjen bladbaggar.

## Underarter
Arten delas in i följande underarter:
- S. s. saucia
- S. s. bisignata
- S. s. californica
- S. s. immaculata
- S. s. inyoensis
- S. s. kaibabiae
- S. s. monoensis
- S. s. propinqua
- S. s. speculifera